# ARToolKit

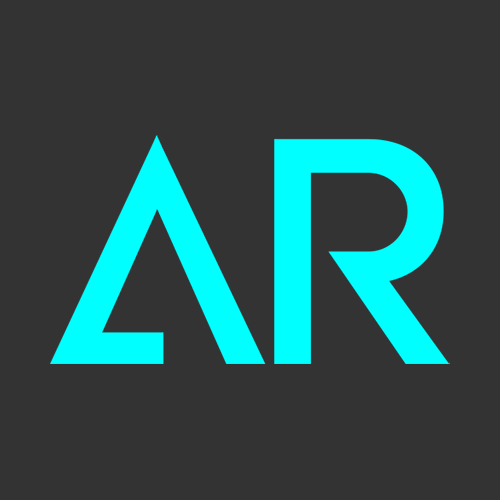
ARToolKit logo

ARToolKit é uma biblioteca open source, que viabiliza o desenvolvimento de interfaces para realidade aumentada. Esta ferramenta emprega métodos de visão computacional para detectar tags na imagem capturada por uma câmera. O rastreamento óptico desta tag possibilita o ajuste de posição e orientação para realizar a renderização de um objeto virtual, de modo que esse objeto pareça estar “atrelado” a tag, desta forma o usuário pode manipular o objeto virtual, utilizando um objeto real.